# Смирновский сельсовет (Курганская область)
Смирно́вский сельсове́т — муниципальное образование со статусом сельского поселения в Далматовском районе Курганской области Российской Федерации.
Административный центр — село Смирново.

## История
В соответствии с Законом Курганской области от 6 июля 2004 года № 419 сельсовет наделён статусом сельского поселения.

## Население
| 1989 | 2002 | 2010 | 2012 | 2013 | 2014 | 2015 |
| ---- | ---- | ---- | ---- | ---- | ---- | ---- |
| 606  | ↘501 | ↘324 | ↘287 | ↘269 | ↘246 | ↘238 |
| 2016 | 2017 | 2018 | 2019 | 2020 |      |      |
| ↘237 | ↘226 | ↘214 | →214 | ↘203 |      |      |

## Состав сельского поселения
| № | Населённый пункт | Тип населённого пункта       | Население |
| - | ---------------- | ---------------------------- | --------- |
| 1 | Осокина          | деревня                      | ↘33       |
| 2 | Подкорытова      | деревня                      | ↘7        |
| 3 | Смирново         | село, административный центр | ↘199      |
| 4 | Тропино          | село                         | ↘85       |